# السقايف (عبس)

تعديل مصدري - تعديل

السقايف هي إحدى قرى عزلة البتارية بمديرية عبس التابعة لمحافظة حجة، بلغ تعداد سكانها 295 نسمة حسب تعداد اليمن لعام 2004.